# Кадлубовський Арсеній Петрович
Арсеній Петрович Кадлубовський (2 березня 1867 (14 березня 1867) 1867, Москва – 23 листопада 1921,  Куюк-Тюбе) —  літературознавець, історик російської літератури. Професор Харківського, Петроградського, Пермського, Таврійського університетів. Перший декан історико-філологічного факультету Пермського університету (жовтень 1916 — вересень 1918 р.). Фахівець з давньоруської агіографічної літератури, російської літератури XIX століття.

## Життєпис
Народився 2(14) березня 1867 року у Москві. Освіту отримав у Ніжинській гімназії, яку закінчив із золотою медаллю (1884). У 1884-1888 роках навчався на словесному відділенні Ніжинського історико-філологічного інституту князя Безбородька. Наставник студентів інституту (1890-1899).
Був одним з учасників запровадження жіночої освіти. Викладав у харківській жіночій гімназії Д. Д. Оболенської. Читав публічні лекції для жінок з вивчення  російської народної словесності. Читав лекції з розвитку теорії поезії та поетичних родів, був секретарем харківського  Історико-філологічного товариства.
З вересня 1899 р. водночас приват-доцент Харківського університету та викладач Третьої харківської гімназії. Серед колег Кадлубовського були професори  М.Ф. Сумцов та М. Г. Халанський. А  серед його учнів у гімназії був майбутній академік О.І. Білецькій. Потім Арсеній Петрович професор кафедри російської мови і словесності.
1902 року захистив у Варшаві магістерську дисертацію «Нариси з історії давньоруської літератури житій святих», яка вийшла окремим виданням і поставила ім'я вченого поряд з В. О. Ключевським, іншими дослідниками агіографії. У праці вперше обґрунтовано висловлене заперечення В. О. Ключевському щодо його низької цінності  як історичного джерела житія святих.
Захистив у Варшавському університеті дисертацію «Нариси з історії давньоруської літератури житій святих», котрі публікувалися випусками і потім в 1902 р. видані повністю. На думку сучасних дослідників, цій праці належить заслуга першого аргументованого заперечення Василю Ключевскому, який давав низьку оцінку джерелознавчому потенціалу житійної літератури. За цю роботу у 1903 році він був нагороджений почесним відгуком Ломоносовської премії.
Упродовж багатьох років діяльність  А.П. Кадлубовського була пов’язана  з Харківською громадською бібліотекою.  1901 року був обраний кандидатом у члени правління,1902 - членом правління бібліотеки,  1907–1908 роках  виконував обов’язки товариша голови правління.У різні роки завідував архівом,нотним абонементом,відділом бібліотекознавства бібліотеки. У створеному за ініціативи Д.І. Багалія відділі рукописів та автографів здійснював збір, зберігання й науковий опис мемуарів,автографів видатних людей Росії та зарубіжжя. Разом з Михайлом Масловим і Валерієм Патоковим займався корегуванням третього тому систематичного каталогу бібліотеки, складеного Михайлом Антоконенком.
У роки Першої світової війни перебрався спершу до Петрограду (про його курс у Петроградському університеті, присвяченому житіям святих, згадує зі стриманою незадоволеністю В. В. Виноградов).
Потім А. П. Кадлубовский переїжджає до Пермі, де в 1916–1917 роках викладав давньоруську літературу на історико-філологічному факультеті Пермського університету, займався також фольклорними та етнографічними дослідженнями. Був першим директором наукової бібліотеки університету.
Став першим деканом историко-філологічного факультету Пермского відділка Петроградского університету (жовтень 1916 — травень 1917), згодом самостійного Пермского університету (червень 1917 — вересень 1918).
У 1919–1920 роках— професор Таврійського університету, зблизився з Сергієм Булгаковим і Георгієм Вернадським. Емігрував і незабаром після цього помер поблизу Константинополя.
А. П. Кадлубовський вважається фахівцем з давньоруської агіографічної літератури. Він був одним із перших істориків-літературознавців, що показали значення житій святих, як історичного джерела. Він вважав, що житія потрібно розглядати, насамперед, як літературні пам'ятники, що несуть в собі інформацію про моральні та релігійні установки населення Давньої Русі.
Крім того, А. П. Кадлубовський опублікував книги «Гуманні мотиви у творчості Пушкіна» (Київ, 1899), «Про витоки ломоносовського вчення про три стиля» (1905), «Художник і мораліст в Л. М. Толстому» (Харків, 1911), ряд статей про творчість Пушкіна, Грибоєдова, Гоголя, про вплив Вольтера на російських авторів. Найбільше значення мали роботи Кадлубовского в галузі давньоруської літератури — зокрема, стаття «До історії руських духовних віршів про преподобних Варлаама та Іоасафа» (1915), публікація «Житія преподобного Пафнутія Боровського, написаного Вассіаном Саніним» (1899) та ін.

## Науковий доробок
- Несколько словъ о значеніи А. С. Грибоедова в развитіи русской поэзіи // Сб. истор.-филол. об-ва при Ин-тѣ князя Безбородко в Нѣжинѣ. К., 1896. Т. 1, отд. 2.
- Гуманные мотивы въ творчествѣ Пушкина. Нѣжинъ, 1899.
- Очерки по исторіи древне-русской литературы житій святыхъ. Вып. 1–5. Варшава, 1902.
- Объ источникахъ Ломоносовскаго ученія о трехъ стиляхъ. Х., 1905.
- Къ вопросу о вліяніи Вольтера на Пушкина // Пушкинъ и его современники. С.-Петербургъ, 1907. Вып. 5.
- «Сорена и Замиръ» Николева и трагедіи Вольтера // Изв. Отдѣл. рус. языка и словесности. 1907. Т. 12, кн. 1.
- Гоголь въ его отношеніяхъ къ старинной малорусской литературѣ // Сб. истор.-филол. об-ва при Ин-тѣ князя Безбородко. Нѣжинъ, 1911. Т. 7, отд. 2.
- Художникъ и моралистъ въ Л. Н. Толстомъ. Х., 1911.
- Пушкинъ – певецъ красоты // А. С. Пушкинъ: Его жизнь и сочиненія. Москва, 1912.
- Галицко-русский вариантъ сказанія о крестникѣ. Х., 1914.
- Къ исторіи русскихъ духовныхъ стиховъ о преподобныхъ Варлаамѣ и Иоасафѣ. Варшава, 1915.

## Нагороди
- Орден Святої Анни 2-го ступеня (1911)[11]